# Durban-Corbières
Durban-Corbières é uma comuna francesa na região administrativa de Occitânia, no departamento de Aude. Estende-se por uma área de 25,9 km². Em 2010 a comuna tinha 662 habitantes (densidade: 25,6 hab./km²).